# ساحل سند دلار
ساحل سند دلار ٫۵ مایل (۰٫۸۰ کیلومتر) است ساحل طولانی در بیگ سور، کالیفرنیا، یکی از طولانی‌ترین سواحل در دسترس عموم در آن ساحل. این در داخل جنگل ملی لوس پادرس و در سراسر بزرگراه ۱ از کمپ نهر پلاسکت قرار دارد. محوطه پیک نیک، حمام و چاله باربیکیو در محوطه پارکینگ وجود دارد. ۱۰ دلار هزینه دسترسی در پارکینگی که توسط یک شرکت امتیازی مدیریت می‌شود قابل پرداخت است. سگ‌ها در هنگام تردد با بند و در ساحل مجاز هستند. دسترسی به ساحل روزانه از طلوع تا غروب آفتاب باز است و فقط برای استفاده روزانه در دسترس است. به دلیل شرایط خطرناک موج سواری و جریان‌های ریپ قوی، شنا و غواصی توصیه نمی‌شود.
٫۲۵ مایل (۰٫۴۰ کیلومتر)) وجود دارد مسیر دسترسی از طریق ردیفی از کاج‌های مونتری به مسیری که در امتداد بالای یک بلوف علفزار قرار دارد. مناظری در امتداد بلوف ساحلی با مناظر طولانی از بالا و پایین ساحل وجود دارد. ساحل حدود ٫۵ مایل (۰٫۸۰ کیلومتر) است طولانی و طولانی‌تر در جزر و مد. به دلیل بلوف‌های نفس گیرش بین کوهنوردان و عکاسان محبوب است. ۱۲۰ فوت (۳۷ متر) مسیر از بلوف به یک پلکان چوبی منتهی می‌شود که از ۴۰ فوت (۱۲ متر) تا ساحل. یک مسیر کوتاه به سمت جنوب به منظره ای منتهی می‌شود که توسط یک نرده چوبی محافظت می‌شود. مهاجرت نهنگ‌ها در امتداد سواحل در بخش‌های خاصی از سال امکان‌پذیر است. یک پشته بزرگ دریایی سفید به نام سنگ پلاسکت قابل مشاهده است، در ساحل از پلاسکت راک پوینت سرزمینی که ساحل سند دلار را از جید کوو جدا می‌کند. قله مخروط در کوه‌های سانتا لوسیا در شمال شرقی قابل مشاهده است.
ساحل ۳٫۷ مایل (۶٫۰ کیلومتر) است شمال مرکز تجاری کوچک گوردا و ۳۸٫۵ مایل (۶۲٫۰ کیلومتر) شمال کامبریا. ۲۵ مایل (۴۰ کیلومتر) جنوب روستای بیگ سور در بزرگراه 1.